# Templul Jagannath
Templul Jagannath este un templu hindus din orașul Puri, India. Templul îi este dedicat lui Jagannath sau Domnul Universului, una dintre manifestările lui Krishna, avatarul zeului Vișnu. De asemenea, este un important loc de pelerinaj pentru credincioșii religiei hinduse.

## Istorie și importanță
Templul Jagannath din Puri a fost construit în timpul domniei lui Anantavarman Chodaganga (1078-1150), fondatorul dinastiei Ganga Răsăritene (1078-1434). Cu toate acestea, succesorul său Ananga Bhima Deva a reconstruit templul în anul 1174, aceia fiind clădirea actuală. În anul 1558, templul a fost atacat și profanat de către armata generalului afghan Kalapahad. Mai târziu, în timpul lui Ramachandra Deb, întemeietorul regatului independent Khordha, templul a fost resfințit.
Importanța templului este una destul de mare. Patronul său este Jagannath, una din manifestările lui Krishna și membru al triadei Ratnavedi. Alături de statuia lui Jagannath se găsesc în interiorul templului și statuile celorlalți membri ai triadei: fratele său Balabhadra și sora sa Subhadra. De asemenea, templul este un obiectiv religios foarte celebru pentru adoratorii lui Krishna, aici având loc numeroase festivaluri ce atrag mii de pelerini precum: Sandan Yatra, Chandan Yatra sau cel mai important festival, Rath Yatra.

## Fotogalerie

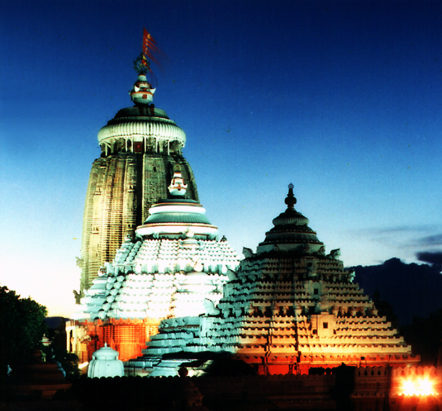
Templul noaptea
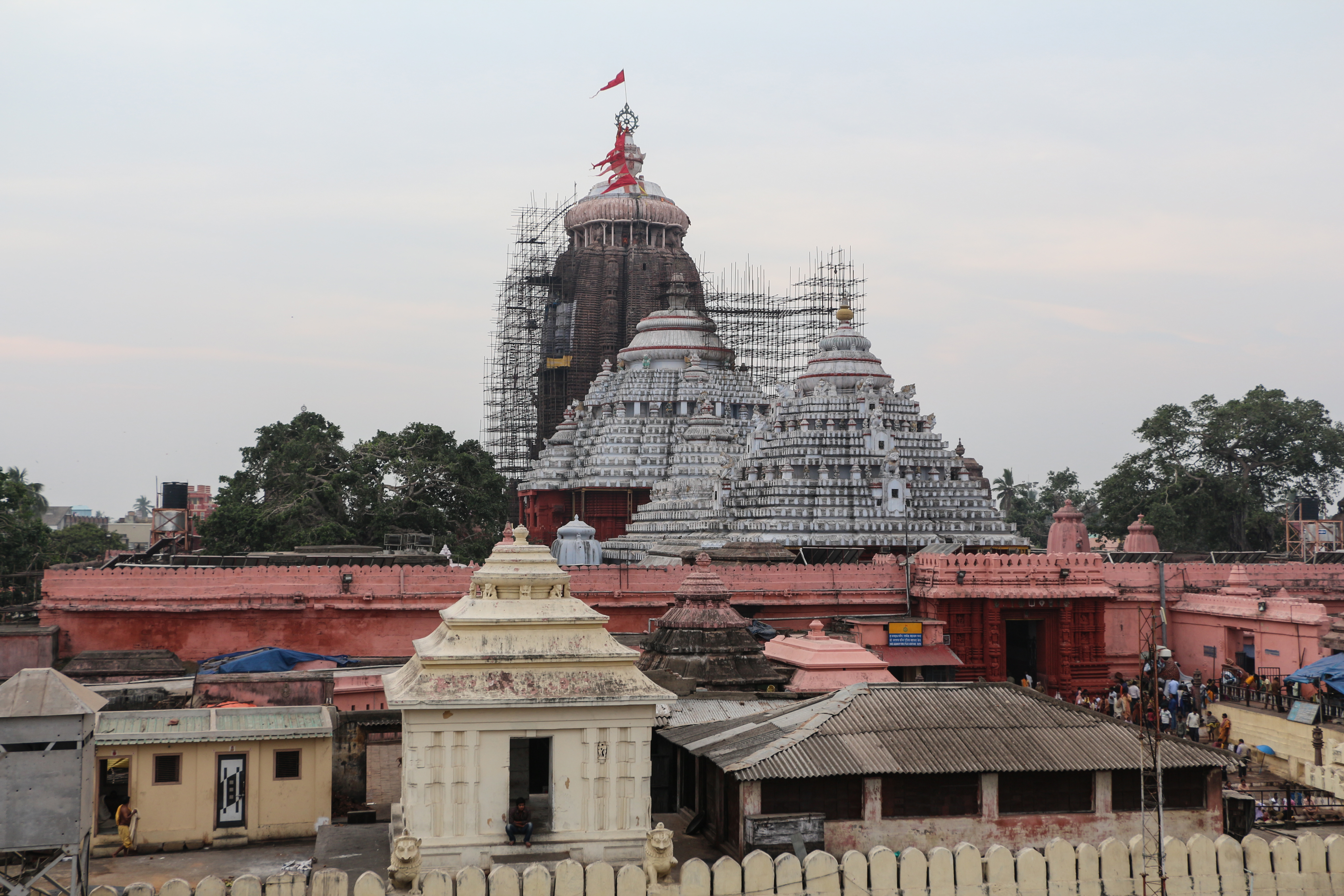
Vedere panoramică
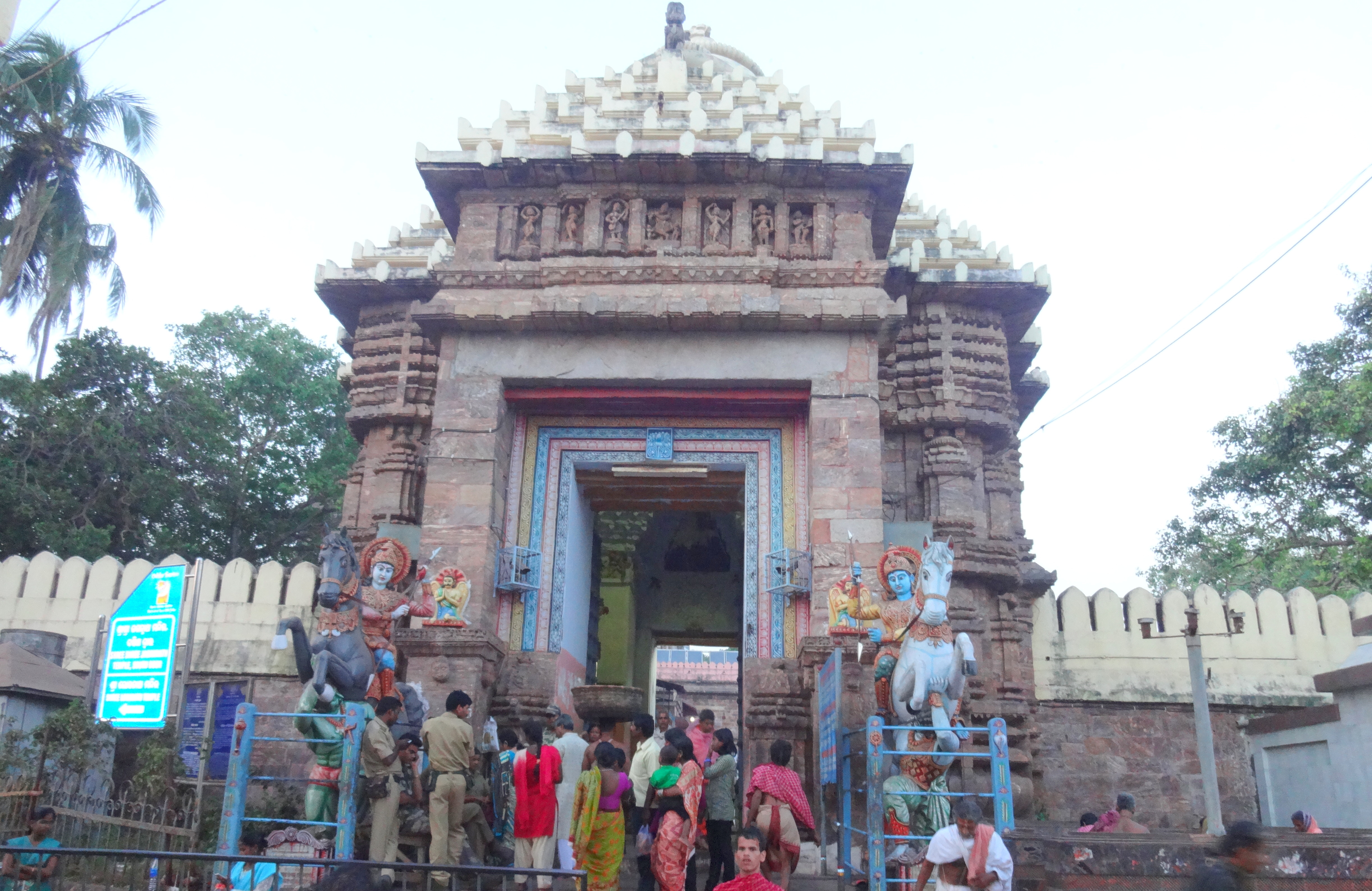
Intrare
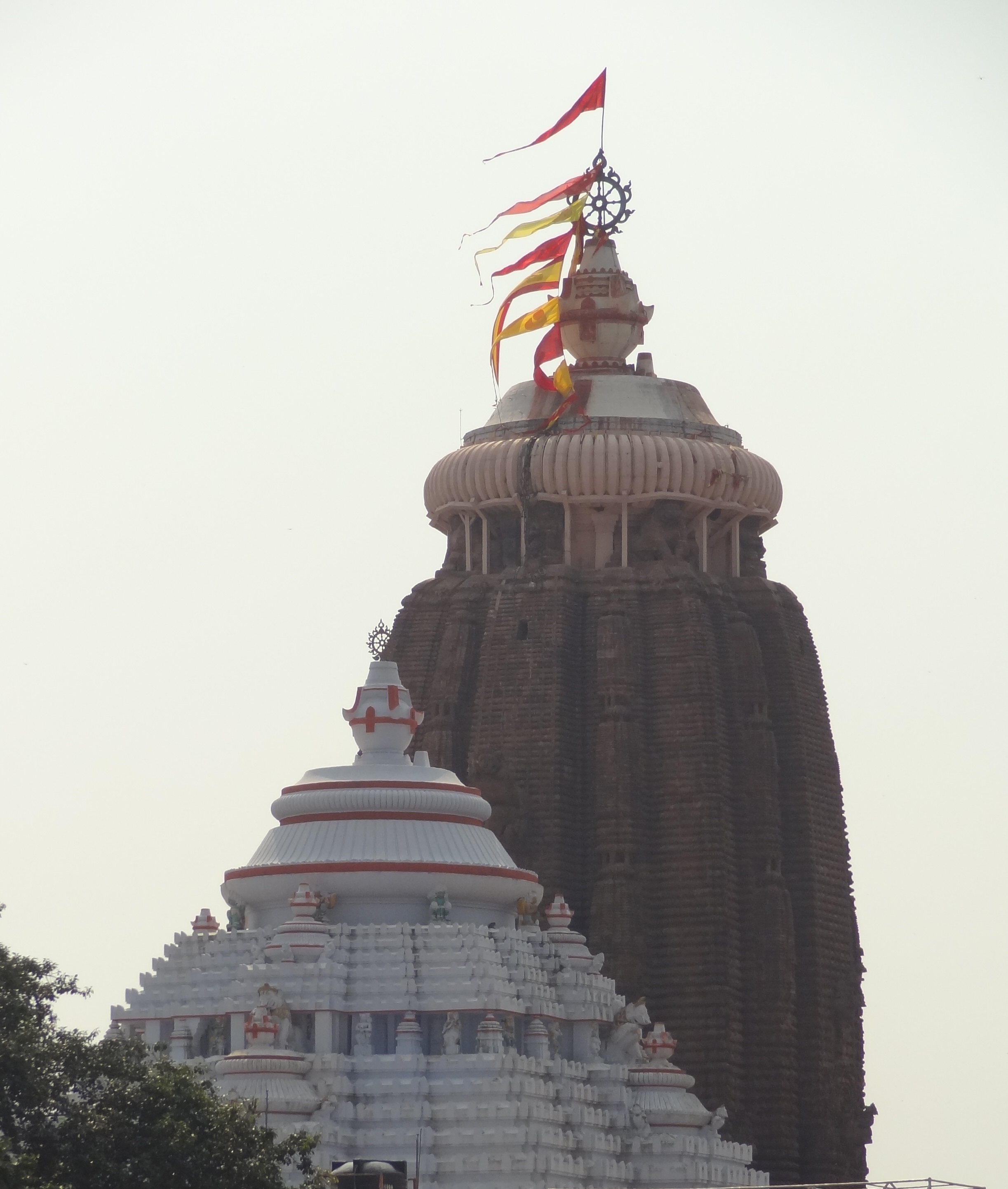
Sikhar
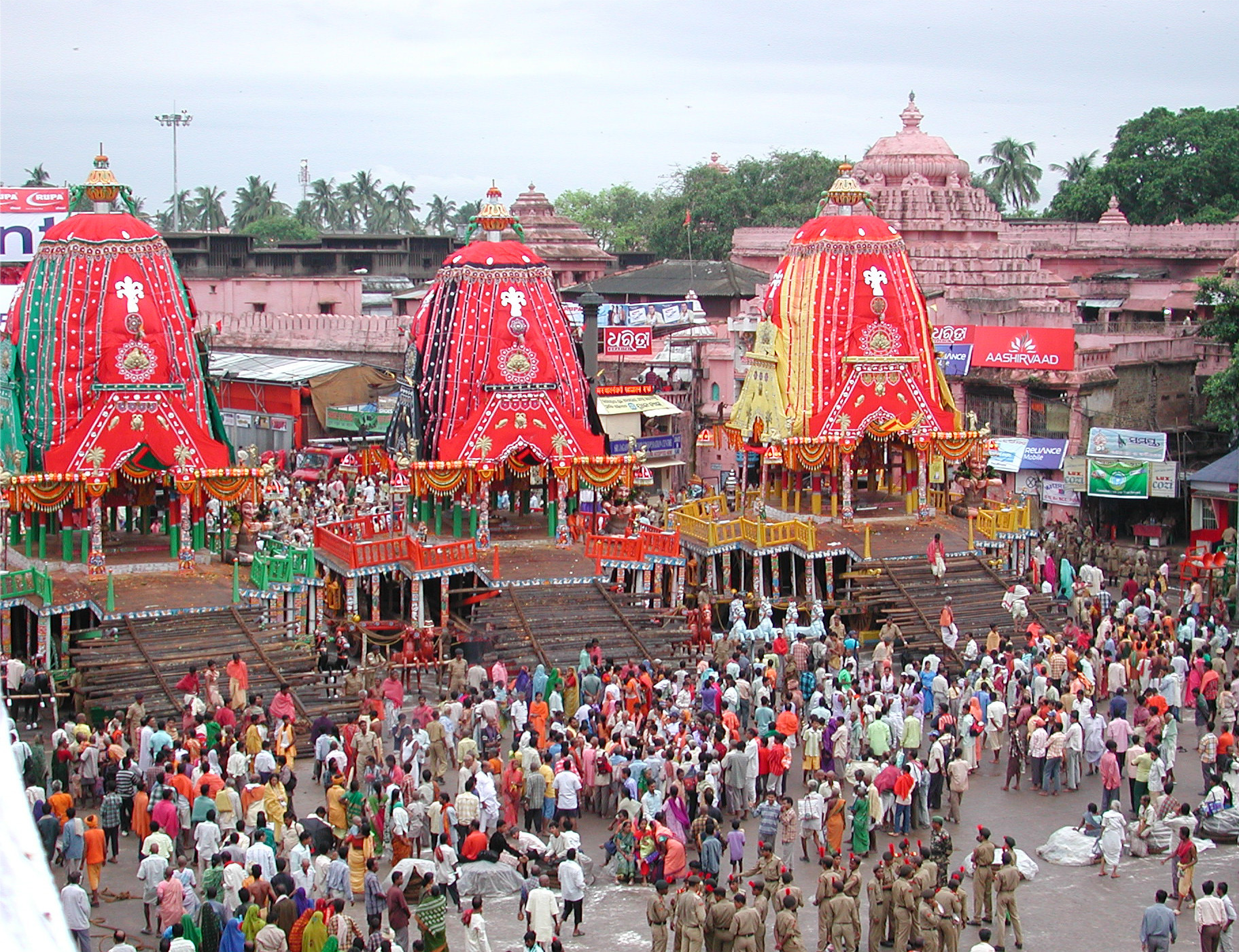
Festivalul Rath Yatra